# Resistencia por fricción superficial
La resistencia por fricción superficial es un tipo de resistencia aerodinámica que se ejerce sobre un objeto que se mueve en un fluido. La resistencia por fricción superficial está causada por la viscosidad de los fluidos y evoluciona de resistencia laminar a turbulenta a medida que un fluido se desplaza sobre la superficie de un objeto. La resistencia por fricción superficial se expresa generalmente en términos del número de Reynolds, que es la relación entre la fuerza de inercia y la fuerza viscosa.
La resistencia total puede descomponerse en un componente de resistencia por fricción superficial y un componente de  resistencia por presión, donde la resistencia por presión incluye todas las demás fuentes de resistencia , incluida la resistencia inducida. En esta conceptualización, la resistencia inducida por la sustentación es una abstracción artificial, parte del componente horizontal de la fuerza de reacción aerodinámica. Alternativamente, la resistencia total puede descomponerse en un componente de resistencia parásita y un componente de resistencia inducida por la sustentación, donde la resistencia parásita son todos los componentes de la resistencia excepto la resistencia inducida por la sustentación. En esta conceptualización, la resistencia por fricción superficial es un componente de la resistencia parásita.

## Flujo y efecto sobre la fricción superficial
El flujo laminar sobre un cuerpo se produce cuando las capas del fluido se mueven suavemente unas junto a otras en líneas paralelas. En la naturaleza, este tipo de flujo es poco frecuente. A medida que el fluido fluye sobre un objeto, aplica fuerzas de fricción a la superficie del objeto que impiden el movimiento hacia delante del objeto; el resultado se denomina resistencia por fricción superficial. La resistencia por fricción superficial suele ser el principal componente del resistencia parásita sobre los objetos en un flujo.
El flujo sobre un cuerpo puede comenzar siendo laminar. A medida que un fluido fluye sobre una superficie, las tensiones de cizallamiento dentro del fluido frenan las partículas de fluido adicionales, haciendo que la capa límite aumente de espesor. En algún punto a lo largo de la dirección del flujo, éste se vuelve inestable y se convierte en turbulento. El flujo turbulento presenta un patrón de flujo fluctuante e irregular que se hace evidente por la formación de vórtices. Mientras la capa turbulenta crece, el espesor de la capa laminar disminuye. Esto da lugar a una capa límite laminar más fina que, en relación con el flujo laminar, deprecia la magnitud de la fuerza de fricción a medida que el fluido fluye sobre el objeto.

## Coeficiente de fricción superficial

### Definición
El coeficiente de fricción superficial se define como:
{\displaystyle c_{f}={\frac {\tau _{w}}{{\frac {1}{2}}\rho _{\infty }v_{\infty }^{2}}}}
donde:
- {\displaystyle c_{f}} es el coeficiente de fricción superficial.
- {\displaystyle {\rho _{\infty }}} es la densidad de la corriente libre (lejos de la superficie del cuerpo).
- {\displaystyle {v_{\infty }}} es la velocidad de la corriente libre, que es la magnitud de la velocidad del fluido en la corriente libre.
- {\displaystyle {\tau _{w}}} es el esfuerzo cortante en la superficie.
- {\displaystyle {{\frac {1}{2}}\rho _{\infty }v_{\infty }^{2}\equiv q_{\infty }}} es la presión dinámica de la corriente libre.

El coeficiente de fricción superficial es un esfuerzo de cizallamiento de la piel adimensional que no está dimensionado por la presión dinámica de la corriente libre. El coeficiente de fricción superficial se define en cualquier punto de una superficie sometida a la corriente libre. Varía en función de la posición. Un hecho fundamental en aerodinámica afirma que
{\displaystyle ({\tau _{w}})_{laminar}<({\tau _{w}})_{turbulento}}.
Esto implica inmediatamente que la resistencia a la fricción superficial laminar es menor que la resistencia a la fricción superficial turbulenta, para el mismo flujo de entrada.
El coeficiente de fricción superficial es una función importante del número de Reynolds {\displaystyle Re}, y si {\displaystyle Re} se incrementa {\displaystyle c_{f}} decrece.

### Flujo laminar

#### Solución de Blasius
{\displaystyle c_{f}={\frac {0.664}{\sqrt {\mathrm {Re} _{x}}}}\ }
donde:
- {\displaystyle Re_{x}={\frac {\rho vx}{\mu }}}, es el número de Reynolds.
- {\displaystyle x} es la distancia desde el punto de referencia a partir de la cual comienza a formarse una capa límite.

La relación anterior se deriva de la capa límite de Blasius, que supone una presión constante en toda la capa límite y una capa límite delgada. La relación anterior muestra que el coeficiente de fricción superficial disminuye a medida que aumenta el número de Reynolds ({\displaystyle Re_{x}}) disminuye.

### Flujo transitorio

#### El método computacional del tubo de Preston (CPM)
El CPM, sugerido por Nitsche, calcula el esfuerzo cortante superficial de las capas límite de transición ajustando la ecuación siguiente a un perfil de velocidad de una capa límite de transición. {\displaystyle K_{1}}(constante de Karman), y {\displaystyle {\tau }_{w}}(tensión de cizallamiento de la superficie) se determinan numéricamente durante el proceso de ajuste. 
{\displaystyle u^{+}=\int _{0}^{Y^{+}}{\frac {2(1+K_{3}y^{+})}{1+[1+4(K_{1}y^{+})^{2}(1+K_{3}y^{+})(1-exp(-y^{+}{\sqrt {1+K_{3}y^{+}}}/K_{2}))^{2}]^{0.5}}}\,dy^{+}}
donde:
- {\displaystyle u^{+}={\frac {u}{u_{\tau }}},~u_{\tau }={\sqrt {\frac {{\tau }_{w}}{\rho }}},~y^{+}={\frac {u_{\tau }y}{\nu }}}
- {\displaystyle y} es una distancia a la superficie.
- {\displaystyle u} es una velocidad de un flujo a una {\displaystyle y} dada.
- {\displaystyle K_{1}} es la constante de Karman, que es inferior a 0,41, el valor para capas límite turbulentas, en capas límite de transición.

{\displaystyle K_{2}} es la constante de Van Driest, cuyo valor es 26 tanto en las capas límite de transición como en las turbulentas.
- {\displaystyle K_{3}} es un parámetro de presión, que es igual a {\displaystyle {\frac {\nu }{\rho }}{u_{\tau }}^{3}{\frac {dp}{dx}}} cuando {\displaystyle p} es una presión y {\displaystyle x} es la coordenada a lo largo de una superficie donde se forma una capa límite.

### Flujo turbulento

#### Ley de la séptima potencia de Prandtl
{\displaystyle c_{f}={\frac {0.027}{Re_{x}^{1/7}}}\ }
La ecuación anterior, que se deriva de la ley de la séptima potencia de Prandtl, proporcionó una aproximación razonable del coeficiente de resistencia de capas límite turbulentas de bajo número de Reynolds. En comparación con los flujos laminares, el coeficiente de fricción superficial de los flujos turbulentos disminuye más lentamente a medida que aumenta el número de Reynol

### Fuerza de resistencia por fricción superficial
La fuerza total de resistencia por fricción superficial puede calcularse integrando el esfuerzo cortante de la piel en la superficie de un cuerpo.
{\displaystyle F=\int \limits _{surface}c_{f}{\frac {\rho v^{2}}{2}}dA}

## Relación entre fricción superficial y transferencia de calor
Desde el punto de vista de la ingeniería, el cálculo de la fricción superficial es útil para estimar no sólo la resistencia friccional total ejercida sobre un objeto, sino también la tasa de transferencia de calor conveccional sobre su superficie. Esta relación está bien desarrollada en el concepto de analogía de Reynolds, que relaciona dos parámetros adimensionales: el coeficiente de fricción superficial (Cf), que es una tensión de fricción adimensional, y el número de Nusselt (Nu), que indica la magnitud de la transferencia de calor por convección. Los álabes de turbina, por ejemplo, requieren el análisis de la transferencia de calor en su proceso de diseño, ya que se imponen en gas a alta temperatura, lo que puede dañarlos con el calor. En este caso, los ingenieros calculan la fricción superficial en la superficie de los álabes de turbina para predecir la transferencia de calor que se produce a través de la superficie.

## Efectos de la resistencia por fricción superficial
Un estudio de la NASA de 1974 descubrió que para los aviones subsónicos, la resistencia por fricción superficial es el mayor componente de la resistencia, causando alrededor del 45% de la resistencia total. Para aviones supersónicos e hipersónicos, las cifras son 35% y 25% respectivamente.
Un estudio de la OTAN de 1992 descubrió que para un avión de transporte civil típico, la resistencia por fricción superficial representaba casi el 48% de la resistencia total, seguida de la resistencia inducida con un 37%.

## Reducción de la resistencia por fricción superficial
Existen dos técnicas principales para reducir la resistencia por fricción superficial: retrasar la transición de la capa límite y modificar las estructuras de turbulencia en un límite turbulento.
Un método para modificar las estructuras de turbulencia en una capa límite turbulenta es el uso de riblets. Los riblets son pequeñas ranuras en la superficie del avión, alineadas con la dirección del flujo. Las pruebas realizadas en un Airbus A320 demostraron que los riblets reducían la resistencia aerodinámica en casi un 2%. Otro método es el uso de dispositivos de ruptura de grandes remolinos (LEBU). Sin embargo, algunas investigaciones sobre los dispositivos LEBU han constatado un ligero aumento de la resistencia aerodinámica.